# 名古屋大学大学院経済学研究科・経済学部
名古屋大学大学院経済学研究科（なごやだいがくだいがくいんけいざいがくけんきゅうか、英称:Graduate School for Economics）は、名古屋大学大学院に設置される研究科の一つである。また、名古屋大学経済学部（なごやだいがくけいざいがくぶ、英称:Faculty of Economics）は、名古屋大学に設置される学部の一つである。

## 概要
名古屋大学大学院経済学研究科・経済学部は、1920年の名古屋高等商業学校を源流としており、1950年に名古屋大学経済学部が設立されると、初代経済学部長には名古屋高等商業学校校長の酒井正兵衛教授が就いた。
大学院は社会経済システム、産業経営システムの2専攻。学科は経済学科と経営学科の2学科体制で、大学入試では学部一括募集し、1年時終了時に希望により学科を選択する。
同窓会は名古屋高等商業学校同窓会其湛会の流れを汲む一般社団法人キタン会で、名古屋大学同窓会の中で唯一法人格を有する。東邦ガス、アイシンなど企業団体別にも同窓会が組織されており、中でも名古屋市役所の丸八キタン会は、トヨタグループ10社の全トヨタキタン会と並んで最大勢力を誇り、名古屋大学法学部出身者からなる二の丸会と市役所内で双璧を成す。

## 沿革
- 1920年11月 - 名古屋高等商業学校創立。キャンパス所在地は瑞穂区川澄[注釈 1]にあった。
- 1922年4月 - 商品実験室設置。
- 1924年 - 同窓会「其湛會」（現・社団法人キタン会）の発足。
- 1926年 - 産業調査室（現・国際経済政策研究センター）設置
- 1944年3月 - 「名古屋経済専門学校」と改称。名古屋工業経営専門学校を併設
- 1946年3月 - 工業経営専門学校を廃止し、経済専門学校に統合。経専の本科を経済科・経営科に分け、後者に工経専の生徒を編入
- 1948年 - 新制名古屋大学に法経学部、文学部を設置。
- 1949年5月 - 名古屋大学に包括され、法経学部経済経営学科の母体となる。
- 1950年4月 - 法経学部を法学部・経済学部に分離。
- 1951年3月 - 名古屋高等商業学校廃止。
- 1953年 - 新制大学院発足に伴い、経済学研究科を設置。2月25日、名古屋大学経済学部同窓会(啓友会。現・社団法人キタン会)発足。
- 1959年4月28日 - 名古屋大学経済学部東山校舎が竣工。千種区東山への移転完了。
- 1996年 - 社会人リフレッシュ・コースを設置。
- 1999年 - 社会人一般コースを設置。
- 2000年3月 - 大学院重点化により名古屋大学大学院経済学研究科・経済学部と改称。

## 学科
- 入学定員205人[6]
  - 経済学科
  - 経営学科

## 刊行物
名古屋大学大学院経済学研究科は、 経済学・経営学に関する日頃の創造的な研究成果を公開する為、以下の機関紙を発行している。
- 「経済科学」

## 著名な出身者
政治
- 渡辺猛之 - 国土交通副大臣兼内閣府副大臣兼復興副大臣
- 伊藤英成 - 元衆議院議員、元衆議院安全保障委員長、元建設政務次官
- 嶋聡 - 元衆議院議員、ミクシィ取締役
- 鈴木礼治 - 元愛知県知事、元愛知県副知事
- 奥田尚佳 - 元尾鷲市長、元尾鷲市議会議員、公認会計士
- ムケラ・ルアンガ - 元コンゴ民主共和国国務大臣、元世界貿易機関アフリカ事務局長

行政
- 南川秀樹 - 元環境事務次官、日本環境衛生センター理事長
- 伊東恵美子 - 名古屋市副市長、名古屋競馬取締役、元昭和区長
- 廣田恵子 - 三重県副知事、元三重県教育委員会教育長
- 小笠原暁 - 元兵庫県副知事、ロゴヴィスタ創業者・元社長、元芦屋大学学長、元日本オペレーションズ・リサーチ学会会長
- 稲用博美 - 元宮崎県副知事、宮崎県立看護大学理事長

経済
- 伊貝武臣 - 元スタジオアリス副会長、名古屋大学招聘教授
- 石黒不二代 - ネットイヤーグループ創業者・元CEO、スタンフォード大学MBA
- 伊藤龍郎 - 元あさひ銀行（現りそな銀行）頭取
- 伊藤行記 - 愛知銀行頭取
- 稲垣靖 - 公認会計士、元安城市代表監査委員、名古屋大学客員教授
- 岩間弘 - 三十三フィナンシャルグループ会長、三十三銀行会長
- 鵜飼正男 - 東和不動産社長
- 岡田邦彦 - 元J.フロント リテイリング会長、元松坂屋社長、元名古屋商工会議所会頭
- 岡部弘 - 元デンソー社長、第14代日本棋院理事長
- 柏淳郎 - 元オークマ社長
- 加藤隆一 - 元東海銀行（現三菱UFJ銀行）頭取、元名古屋商工会議所会頭
- 河島博 - 元日本楽器製造（現ヤマハ）社長
- 黒川孝雄 - 元明治サンテオレ社長、元日本フランチャイズチェーン協会会長
- 駒田邦男 - 元トヨフジ海運社長
- 阪本道隆 - 元南都銀行頭取、元奈良商工会議所会頭
- 清水義之 - 元十六銀行頭取、元中部経済連合会副会長
- 鈴木武 - 元トヨタファイナンシャルサービス社長、元あいおいニッセイ同和損害保険会長
- 瀧川龍一郎 - 日立柏レイソル社長
- 田中茂治 - 元日本アクセス社長、元日本加工食品卸協会副会長
- 種橋潤治 - 元三重銀行頭取、元三井住友銀行代表取締役、三重県商工会議所連合会会長
- 種村均 - 中日本高速道路会長、元ノリタケカンパニーリミテド社長、元中部経済同友会代表幹事
- 外村仁 - 元野村アセットマネジメント社長、元野村證券副社長、コロンビア大学MBA
- 西垣覚 - 元東海銀行（現三菱UFJ銀行）頭取
- 野呂輝久 - 元ガンバ大阪社長
- 羽賀征治 - 元日本特殊陶業社長
- 服部裕輔 - Sun Asterisk創業者・元社長
- 早川敏生 - 元東邦ガス社長、元日本ガス協会副会長
- 平田誠一 - 元ブラザー工業社長
- 広瀬伸一 - 東京海上日動火災保険社長、日本損害保険協会会長
- 水谷久和 - 三菱航空機社長
- 水野金平 - 元ホーユー社長、元日本ヘアカラー工業会会長
- 三矢誠 - アイシン副社長、名古屋商工会議所副会頭
- 武藤光一 - 元商船三井社長、日本船主協会会長
- 村林聡 - 元三菱UFJリサーチ&コンサルティング社長、ディーカレット会長、インターネットイニシアティブ副社長
- 松下雋 - 元日本ガイシ社長、元中部経済連合会副会長
- 室町鐘緒 - 元UFJホールディングス（現三菱UFJフィナンシャル・グループ）会長
- 安田善次 - 元関東自動車工業社長、藍綬褒章
- 山脇康 - 元日本郵船副会長、元日本パラリンピック委員会委員長、東京オリンピック・パラリンピック競技大会組織委員会副会長
- 渡辺三憲 - 三十三フィナンシャルグループ社長、三十三銀行頭取

マスコミ
- 金田新 - 元NHK専務理事放送総局長、ハーバード大学MBA
- 森和朗 - 元NHKチーフディレクター
- 林建彦 - 元産経新聞編集委員、東海大学名誉教授

エコノミスト
- 柯隆 - エコノミスト、東京財団政策研究所主席研究員
- 水谷研治 - エコノミスト、元東海総合研究所社長
- 内田俊宏 - エコノミスト、元三菱UFJリサーチ&コンサルティングシニアエコノミスト

研究
- 安藤隆穂 - 思想史家、名古屋大学名誉教授、日本学士院賞
- 飯田経夫 - 経済学者、名古屋大学名誉教授、大平内閣ブレーン、元人事院参与、紫綬褒章、石橋湛山賞
- 岩田弘 - マルクス経済学者、立正大学名誉教授、世界資本主義論提唱
- 植村邦彦 - 思想史家、関西大学教授
- 内田良 - 教育社会学者、名古屋大学教授、日本教育社会学会奨励賞
- 大江志乃夫 - 歴史学者、茨城大学名誉教授、大佛次郎賞
- 大橋勇雄 - 経済学者、一橋大学名誉教授、日経・経済図書文化賞
- 小川光 - 経済学者、東京大学教授、応用地域学会坂下賞、日本応用経済学会学会賞
- 沖本まどか - 経済学者、静岡県立大学講師
- 小川英次 - 経営学者、名古屋大学名誉教授、学校法人梅村学園名誉理事長、第6代中京大学学長、日経・経済図書文化賞
- 奥村洋彦 - 経済学者、学習院大学名誉教授、石橋湛山賞
- 可児島俊雄 - 会計学者、名古屋大学名誉教授、日本会計研究学会太田賞
- 片野彦二 - 国際経済学者、神戸大学名誉教授
- 金井雄一 - 経済学者、名古屋大学名誉教授
- 北野重人 - 国際経済学者、神戸大学教授、森口賞入選
- 木村彰吾 - 会計学者、名古屋大学副総長、東海国立大学機構機構長補佐、元日本管理会計学会副会長
- 木村吉男 - 経済学者、名古屋市立大学名誉教授、元日本地域学会会長
- 小池和男 - 労働経済学者、元名古屋大学教授、元京都大学経済研究所所長
- 小島廣光 - 経営学者、北海道大学名誉教授、公益法人研究学会賞
- 後藤幸雄 - 経営学、神戸商科大学名誉教授・学長、日本学士院会員
- 小林健吾 - 会計学者、青山学院大学名誉教授、日本会計研究学会賞、日経・経済図書文化賞
- 齊藤隆夫 - 会計学者、名古屋大学名誉教授
- 榊原正幸 - 会計学者、青山学院大学教授、日税研究賞
- 塩野谷祐一 - 経済学者、第12代一橋大学学長、元国立社会保障・人口問題研究所長、日本学士院賞、文化功労者
- 須佐大樹 - 経済学者、立命館大学准教授
- 須藤功 - 経済史学者、明治大学教授、アメリカ学会清水博賞
- 永井義雄 - 思想史家、名古屋大学名誉教授、元一橋大学教授
- 根本二郎 - 経済学者、名古屋大学名誉教授、放送大学愛知学習センター所長
- 早川豊 - 会計学者、北海道大学名誉教授、日本公認会計士協会学術賞
- 原田哲史 - 経済史学者、関西学院大学教授
- 伴金美 - 経済学者、大阪大学名誉教授、元環境経済・政策学会副会長
- 福澤直樹 - 経済史学者、名古屋大学教授、社会政策学会奨励賞、フライブルク大学博士
- 藤村博之 - 経済学者、法政大学教授
- 松永嘉夫 - 経済学者、元早稲田大学教授
- 宮本憲一 - 環境経済学者、大阪市立大学名誉教授、元滋賀大学学長、日本学士院賞
- 八木紀一郎 - マルクス経済学者、京都大学名誉教授、第12代経済理論学会代表幹事
- 焼田党 - 経済学者、南山大学教授、日本応用経済学会会長
- 山田鋭夫 - マルクス経済学者、名古屋大学名誉教授
- 山田基成 - 経営学者、名古屋大学名誉教授、元日本中小企業学会副会長
- 安川悦子 - 女性学者、名古屋市立大学名誉教授、労働関係図書優秀賞
- 若森章孝 - マルクス経済学者、関西大学名誉教授

芸能
- 菅なな子 - 元SKE48メンバー
- 蔦絵梨奈 - 元TA☆ROガールズ、葛飾区議会議員
- 藍田愛 - タレント、グラビアアイドル
- 山浦ひさし - タレント、ピン芸人

アナウンサー
- 若狭敬一 - CBCテレビアナウンサー
- 松本圭世 - 元テレビ愛知アナウンサー
- 稲垣貴大 - 長野朝日放送アナウンサー
- 田嶌万友香 - 瀬戸内海放送アナウンサー

スポーツ
- 鈴木亜由子 - 陸上選手、2013年夏季ユニバーシアード10000m優勝、2020年東京オリンピックマラソン代表
- 松田亘哲 - プロ野球選手、中日ドラゴンズ投手
- 水野正幸 - アジアパラリンピック委員会副会長、日本障がい者スポーツ協会副会長、日本パラリンピック委員会副委員長

その他
- 雨森文也 - 合唱指揮者
- 中宮崇 - フリーライター
- 水野孝一 - にっぽんど真ん中祭り創始者

## 博士号取得者
- 大来佐武郎 - 元外務大臣
- 佐藤隆文 - 元金融庁長官
- 安藤万寿男 - 地理学者、愛知大学名誉教授、元愛知産業大学学長
- 佐藤信吉 - 経営学者、横浜国立大学名誉教授、日本経営数学会名誉会長
- 髙桑宗右ヱ門 - 経営工学者、名古屋大学名誉教授、元日本情報経営学会会長
- 羽鳥卓也 - 思想史家、岡山大学名誉教授、元経済学史学会代表幹事
- 中矢俊博 - 経済学者、南山大学名誉教授
- 原覚天 - 経済学者、関東学院大学名誉教授、日経・経済図書文化賞
- 森本三男 - 経営学者、青山学院大学名誉教授、藍綬褒章